# برتا کولوکولتسوا
برتا کولوکولتسوا (روسی: Альбертина "Берта" Иосифовна Колокольцева؛ زادهٔ ۲۹ اکتبر ۱۹۳۷) اسکیت‌باز سرعت اهل روسیه است.